# Boulazac Isle Manoire
Boulazac Isle Manoire est une commune française située dans le département de la Dordogne, en région Nouvelle-Aquitaine. Elle a été créée le 1er janvier 2016, sous le statut de commune nouvelle, en regroupant les trois anciennes communes d'Atur, de Boulazac et de Saint-Laurent-sur-Manoire, puis a absorbé le 1er janvier 2017 l'ancienne commune de Sainte-Marie-de-Chignac.

## Géographie

### Généralités
Dans le département de la Dordogne, en Périgord central, la commune nouvelle de Boulazac Isle Manoire s'étend sur 44,2 km2 en 2016. Au 1er janvier 2017, avec l'arrivée de Sainte-Marie-de-Chignac, son territoire s'agrandit à 56,0 km2. Elle est incluse dans l'unité urbaine de Périgueux.
Elle est bordée au nord par l'Isle et arrosée par son affluent le Manoire.
| Carte des communes fondatrices de Boulazac Isle Manoire. |

### Communes limitrophes
En 2017, avec l'extension à Sainte-Marie-de-Chignac, Boulazac Isle Manoire est limitrophe de sept autres communes, dont Lacropte au sud, par un quadripoint. Au nord-ouest, son territoire est distant de 500 mètres de celui de Coulounieix-Chamiers.
| Périgueux | Trélissac             | Bassillac et Auberoche  |
|           | Boulazac Isle Manoire | Saint-Pierre-de-Chignac |
| Sanilhac  | Lacropte              | La Douze                |

### Géologie et relief

#### Géologie
Situé sur la plaque nord du Bassin aquitain et bordé à son extrémité nord-est par une frange du Massif central, le département de la Dordogne présente une grande diversité géologique. Les terrains sont disposés en profondeur en strates régulières, témoins d'une sédimentation sur cette ancienne plate-forme marine. Le département peut ainsi être découpé sur le plan géologique en quatre gradins différenciés selon leur âge géologique. Boulazac Isle Manoire est située dans le troisième gradin à partir du nord-est, un plateau formé de calcaires hétérogènes du Crétacé.
Les couches affleurantes sur le territoire communal sont constituées de formations superficielles du Quaternaire et de roches sédimentaires datant pour certaines du Cénozoïque, et pour d'autres du Mésozoïque. La formation la plus ancienne, notée c3(2), date du Coniacien indifférencié, composée de calcaires gréseux, sables et marnes à la base puis calcaires bioclastiques et calcaires crayeux et glauconieux ou calcaires à huîtres au sommet. La formation la plus récente, notée CFp, fait partie des formations superficielles de type colluvions indifférenciées de versant, de vallon et plateaux issues d'alluvions, molasses, altérites. Le descriptif de ces couches est détaillé dans  les feuilles « no 759 - Périgueux (est) » et « no 783 - Thenon » de la carte géologique au 1/50 000 de la France métropolitaine, et leurs notices associées,.

Carte géologique de Boulazac Isle Manoire.

#### Relief et paysages
Le département de la Dordogne se présente comme un vaste plateau incliné du nord-est (491 m, à la forêt de Vieillecour dans le Nontronnais, à Saint-Pierre-de-Frugie) au sud-ouest (2 m à Lamothe-Montravel). L'altitude du territoire communal varie quant à elle entre 83 m et 271 m.
Dans le cadre de la Convention européenne du paysage entrée en vigueur en France le 1er juillet 2006, renforcée par la loi du 8 août 2016 pour la reconquête de la biodiversité, de la nature et des paysages, un atlas des paysages de la Dordogne a été élaboré sous maîtrise d’ouvrage de l’État et publié en octobre 2020. Les paysages du département s'organisent en huit unités paysagères et 14 sous-unités. La commune fait partie du Périgord central, un paysage vallonné, aux horizons limités par de nombreux bois, plus ou moins denses, parsemés de prairies et de petits champs.
La superficie cadastrale de la commune publiée par l'Insee, qui sert de référence dans toutes les statistiques, est de 56,0 km2,.

### Hydrographie

#### Réseau hydrographique
La commune est située dans le bassin de la Dordogne au sein du Bassin Adour-Garonne. Elle est drainée par l'Isle, le Cerf, le Manoire, le Saint-Geyrac et par divers petits cours d'eau, qui constituent un réseau hydrographique de 36 km de longueur totale,,,,.
L'Isle, d'une longueur totale de 255,29 km, prend sa source dans la Haute-Vienne dans la commune de Janailhac et se jette dans la Dordogne — dont elle est le principal affluent — en rive droite face à Arveyres, en limite de Fronsac et de Libourne,. Elle borde la commune au nord sur cinq kilomètres, face à Trélissac.
Son affluent de rive gauche le Cerf, d'une longueur totale de 15,37 km, prend sa source sur le territoire de l'ancienne commune d'Atur) et rejoint l'Isle à Razac-sur-l'Isle. Il arrose l'ouest du territoire communal sur deux kilomètres.
Autre affluent de rive gauche de l'Isle, le Manoire, d'une longueur totale de 27,07 km, prend sa source dans la commune de Thenon et se jette dans l'Isle à Lesparat, sur le territoire de l'ancienne commune de Boulazac, face à Trélissac,. Il traverse la commune du sud-est au nord sur dix kilomètres et demi, formant de nombreux bras.
Affluent de rive gauche du Manoire, le Saint-Geyrac, d'une longueur totale de 20,36 km, prend sa source à Fossemagne et rejoint le Manoire sur le territoire de l'ancienne commune de Saint-Laurent-sur-Manoire),. Il baigne le sud-ouest de la commune sur quatre kilomètres.

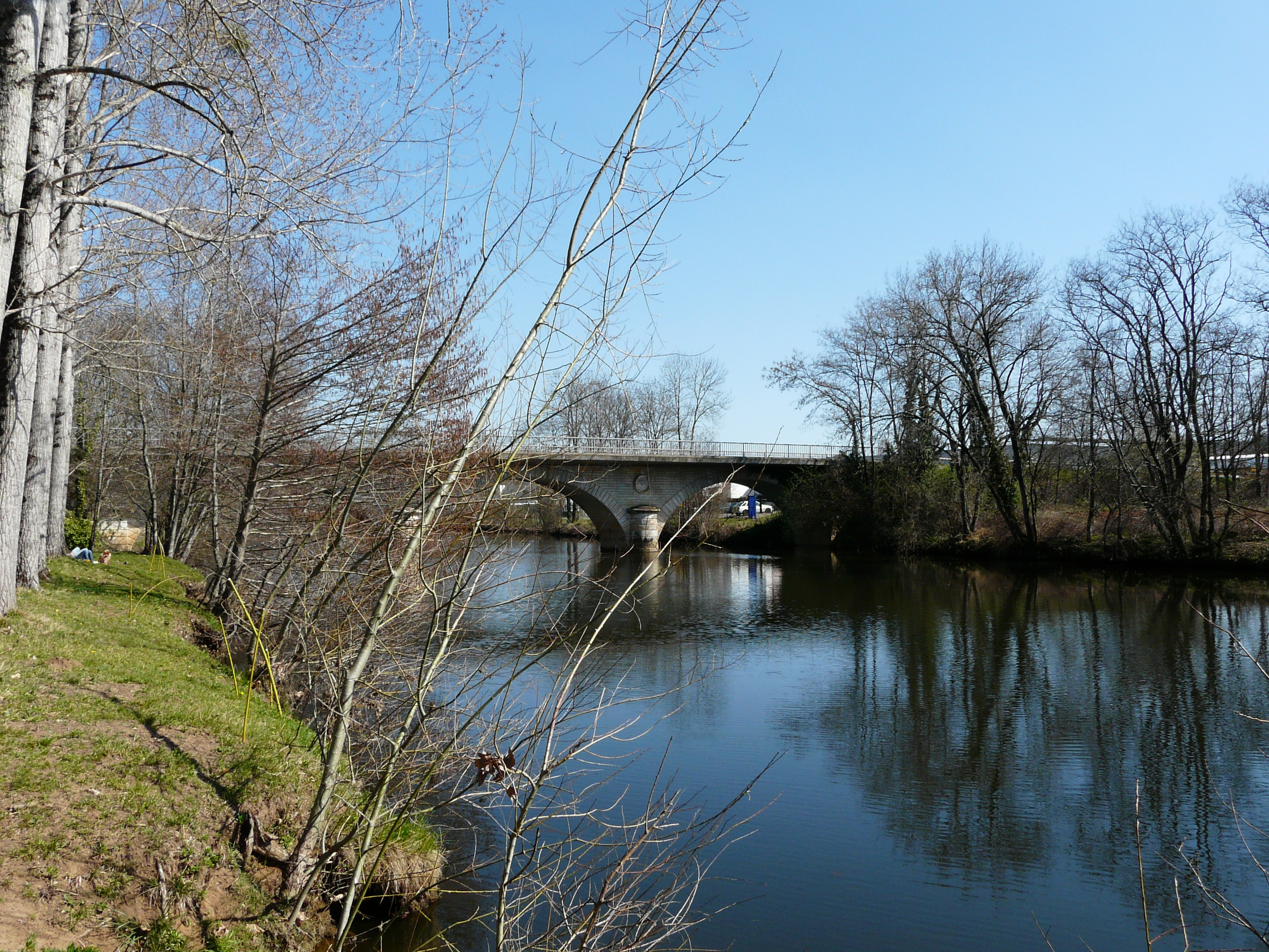
Le pont de la route départementale 5E6 sur l'Isle entre Trélissac (à gauche) et Boulazac.
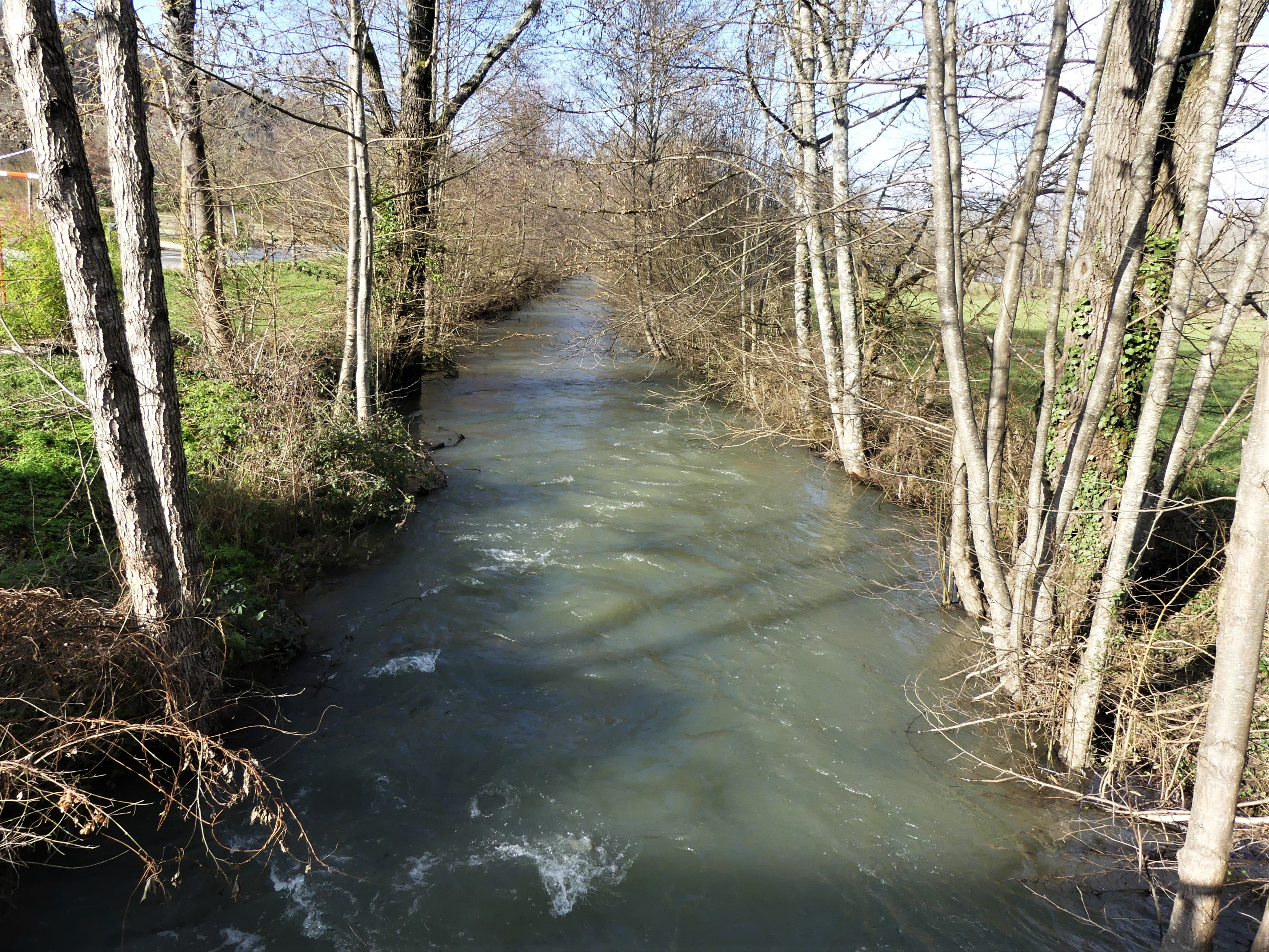
Le Manoire au Vieux Bourg de Boulazac.
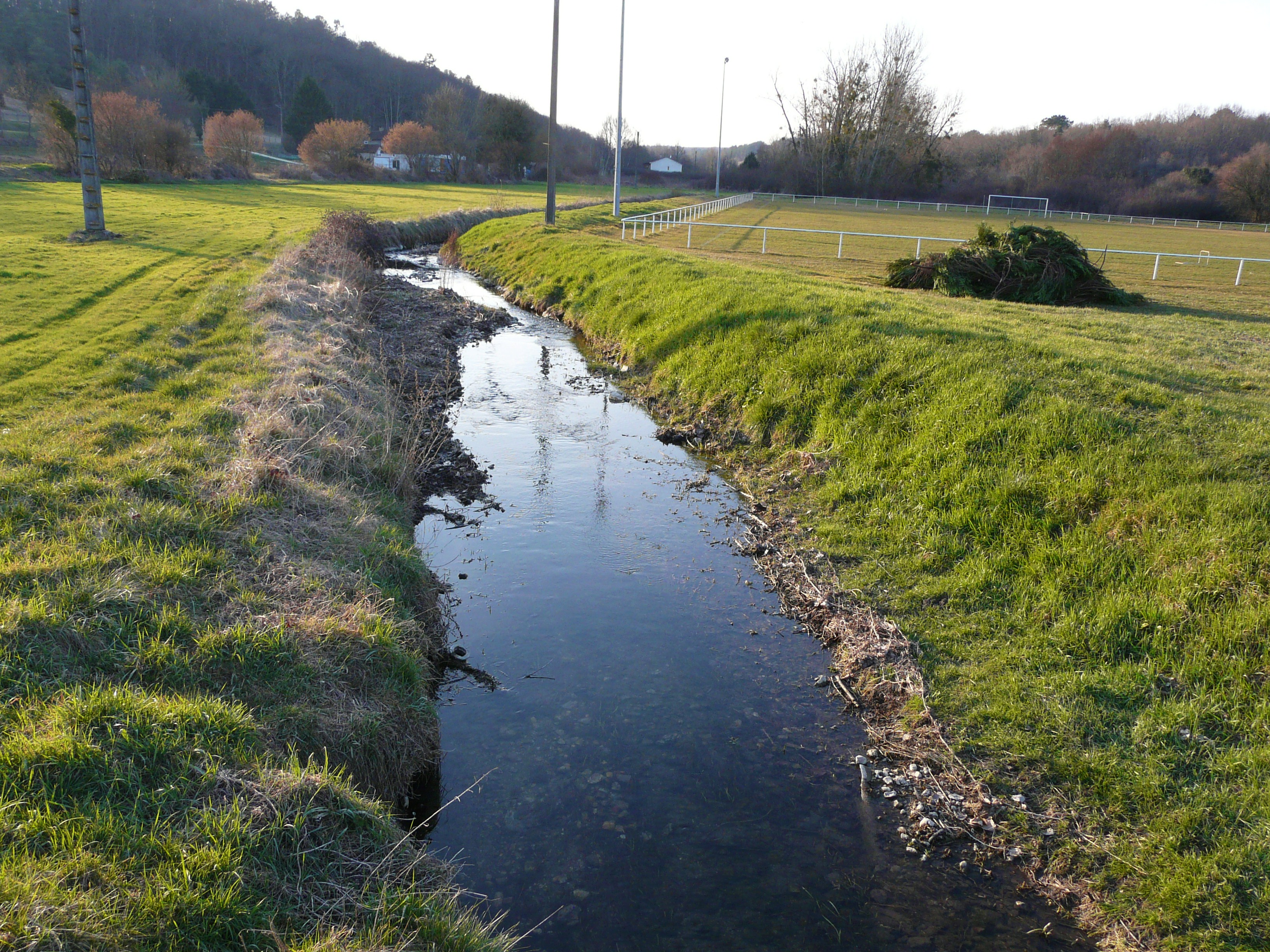
Le Manoire à Sainte-Marie-de-Chignac.
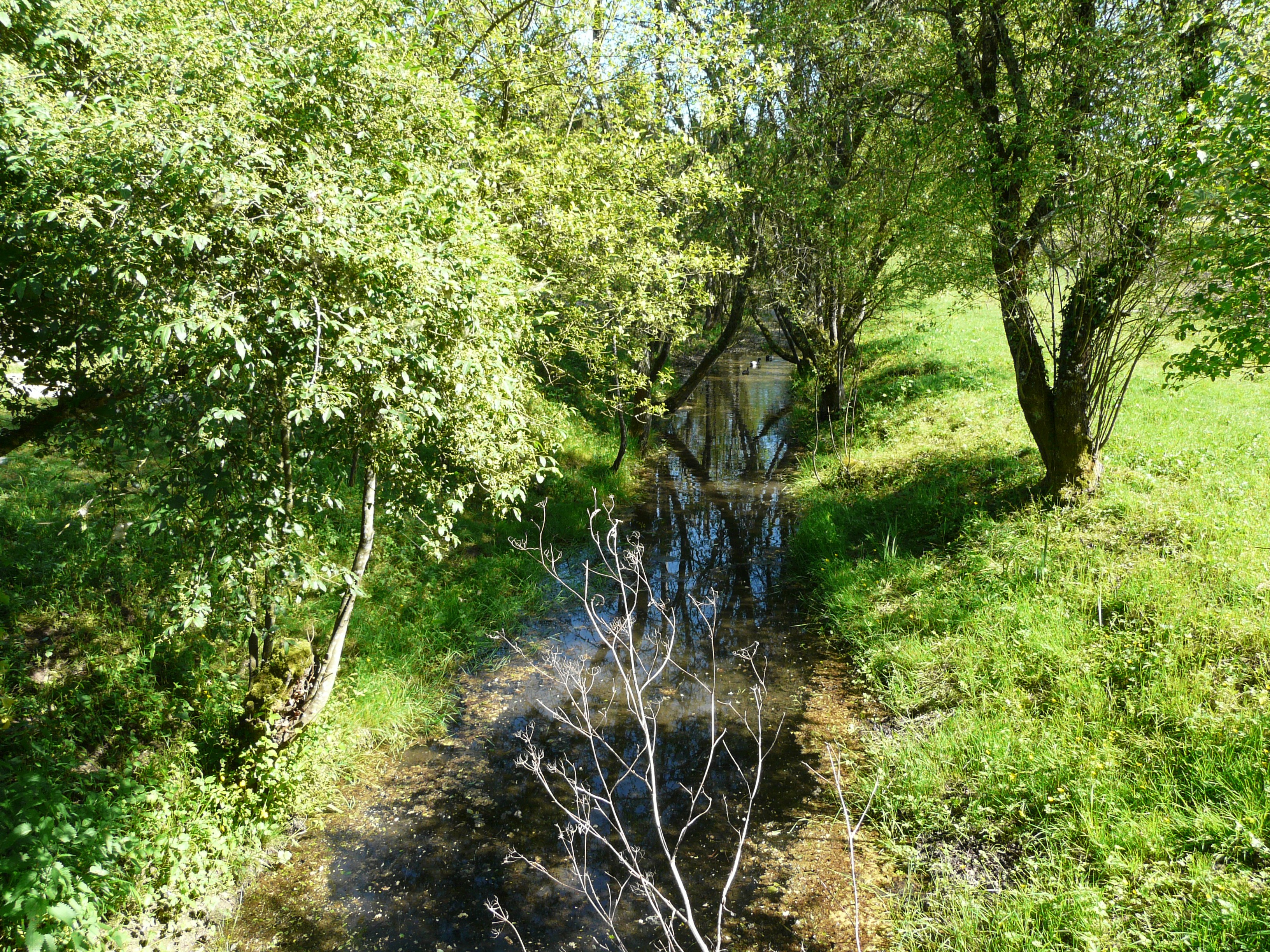
Le ruisseau de Saint-Geyrac à Sainte-Marie-de-Chignac, au lieu-dit les Potences.
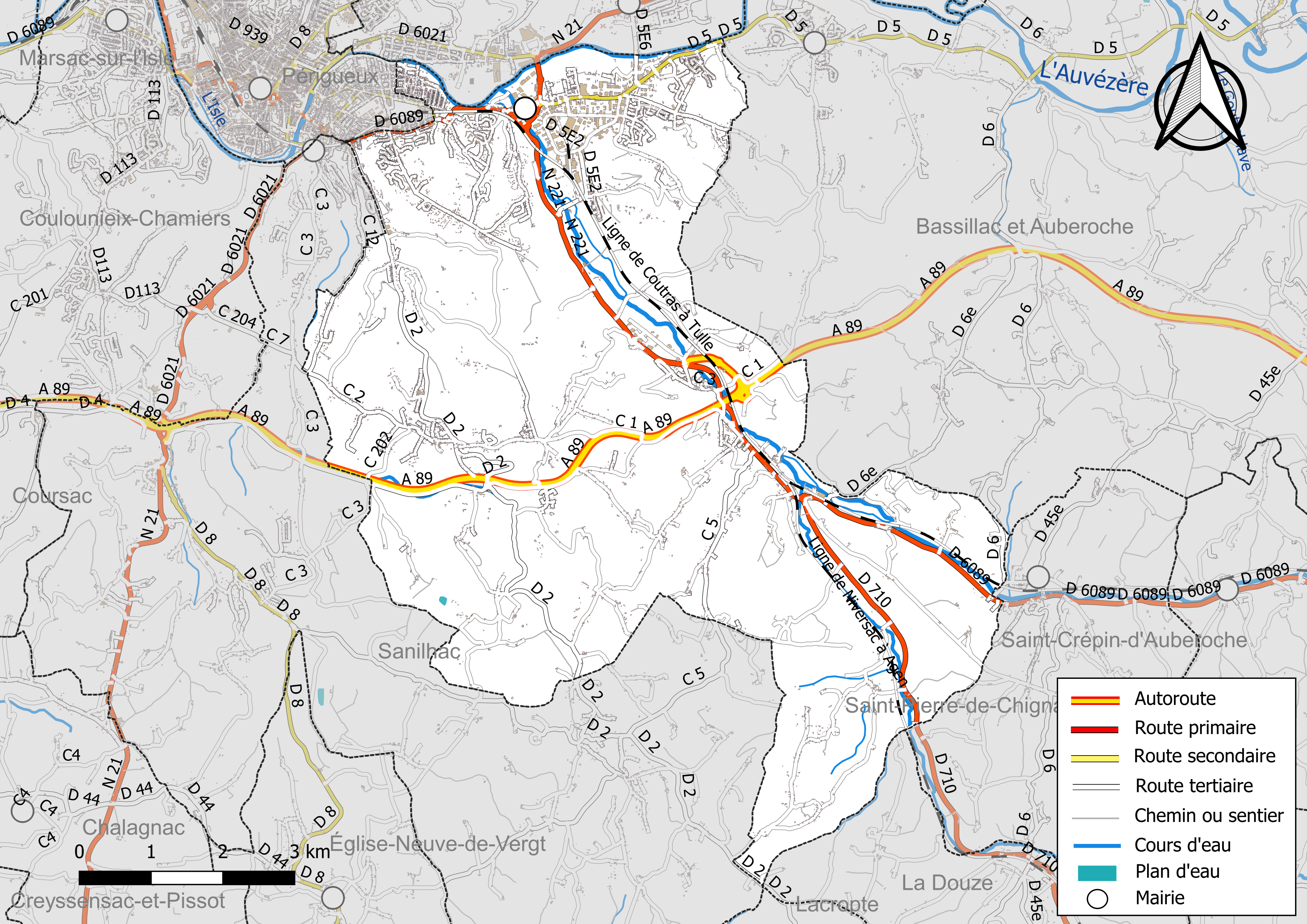
Réseaux hydrographique et routier de Boulazac Isle Manoire.

#### Gestion et qualité des eaux
Le territoire communal est couvert par le schéma d'aménagement et de gestion des eaux (SAGE) « Isle - Dronne ». Ce document de planification, dont le territoire regroupe les bassins versants de l'Isle et de la Dronne, d'une superficie de 7 500 km2, a été approuvé le 2 août 2021. La structure porteuse de l'élaboration et de la mise en œuvre est l'établissement public territorial de bassin de la Dordogne (EPIDOR). Il définit sur son territoire les objectifs généraux d’utilisation, de mise en valeur et de protection quantitative et qualitative des ressources en eau superficielle et souterraine, en respect des objectifs de qualité définis dans le troisième SDAGE  du Bassin Adour-Garonne qui couvre la période 2022-2027, approuvé le 10 mars 2022.
La qualité des eaux de baignade et des cours d’eau peut être consultée sur un site dédié géré par les agences de l’eau et l’Agence française pour la biodiversité.

### Climat
Pour des articles plus généraux, voir Climat de la Nouvelle-Aquitaine et Climat de la Dordogne.
En 2010, le climat de la commune est de type climat océanique altéré, selon une étude s'appuyant sur une série de données couvrant la période 1971-2000. En 2020, Météo-France publie une typologie des climats de la France métropolitaine dans laquelle la commune est toujours exposée à un climat océanique altéré et est dans la région climatique Aquitaine, Gascogne, caractérisée par une pluviométrie abondante au printemps, modérée en automne, un faible ensoleillement au printemps, un été chaud (19,5 °C), des vents faibles, des brouillards fréquents en automne et en hiver et des orages fréquents en été (15 à 20 jours).
Pour la période 1971-2000, la température annuelle moyenne est de 12,2 °C, avec  une amplitude thermique annuelle de 15,1 °C. Le cumul annuel moyen de précipitations est de 925 mm, avec 12,4 jours de précipitations en janvier et 6,9 jours en juillet. Pour la période 1991-2020, la température moyenne annuelle observée sur la station météorologique la plus proche, située sur la commune de Coulounieix-Chamiers à 6 km à vol d'oiseau, est de 13,1 °C et le cumul annuel moyen de précipitations est de 912,2 mm,. Pour l'avenir, les paramètres climatiques de la commune estimés pour 2050 selon différents scénarios d’émission de gaz à effet de serre sont consultables sur un site dédié publié par Météo-France en novembre 2022.

## Urbanisme

### Typologie
Au 1er janvier 2024, Boulazac Isle Manoire est catégorisée bourg rural, selon la nouvelle grille communale de densité à 7 niveaux définie par l'Insee en 2022.
Elle appartient à l'unité urbaine de Périgueux, une agglomération intra-départementale dont elle est une commune de la banlieue,. Par ailleurs la commune fait partie de l'aire d'attraction de Périgueux, dont elle est une commune de la couronne,. Cette aire, qui regroupe 49 communes, est catégorisée dans les aires de 50 000 à moins de 200 000 habitants,.

### Quartiers, villages, hameaux et lieux-dits
Outre les quartiers de la ville de Boulazac et les bourgs d'Atur, de Saint-Laurent-sur-Manoire et de Sainte-Marie-de-Chignac proprement dits, le territoire se compose d'autres villages ou hameaux, ainsi que de lieux-dits détaillés sur cet article, sur celui-ci, sur cet autre et sur celui-là.

### Logement
Début 2021, la commune dispose de 17,5 % de logements sociaux, taux inférieur à l'obligation minimale de 20 % pour les communes de plus de 3 500 habitants dans l'agglomération périgourdine. Compte tenu de plusieurs réalisations en cours, la barre des 20 % devrait être atteinte en 2022.

### Prévention des risques
Le territoire de la commune de Boulazac Isle Manoire est vulnérable à différents aléas naturels : météorologiques (tempête, orage, neige, grand froid, canicule ou sécheresse), inondation, feux de forêts et séisme (sismicité très faible). Il est également exposé à un risque technologique,  le transport de matières dangereuses. Un site publié par le BRGM permet d'évaluer simplement et rapidement les risques d'un bien localisé soit par son adresse soit par le numéro de sa parcelle.

#### Risques naturels
La commune fait partie du territoire à risques importants d'inondation (TRI) de Périgueux, regroupant 11 communes concernées par un risque de débordement de l'Isle, un des 18 TRI qui ont été arrêtés fin 2012 sur le bassin Adour-Garonne. Les événements antérieurs à 2014 les plus significatifs sont les crues de 1783 (5,21 m à l'échelle de crue, la crue la plus importante connue), de 1843 (4,83 m) et de 1944 (4,5 m, 630 m3/s, la crue centennale de référence). Des cartes des surfaces inondables ont été établies pour trois scénarios : fréquent (crue de temps de retour de 10 ans à 30 ans), moyen (temps de retour de 100 ans à 300 ans) et extrême (temps de retour de l'ordre de 1 000 ans, qui met en défaut tout système de protection). Le risque inondation est pris en compte dans l'aménagement du territoire de la commune par le biais du plan de prévention des risques inondation (PPRI) de l'« agglomération de Périgueux » prescrit le 11 mars 2015 et approuvé le 6 février 2018, pour les crues de l'Isle. La crue de 1944, plus haute crue historique bien connue sur l'Isle, avec un débit estimé de 630 m3/s à Périgueux, présente une période de retour centennale et sert de crue de référence au PPRI. Il en est de même pour le plan de prévention des risques inondation (PPRI) de la « vallée du Manoire »  prescrit le 11 mai 2010 et approuvé le 6 avril 2012, pour les crues du Manoire concernant les anciennes communes de Boulazac, Saint-Laurent-sur-Manoire et Sainte-Marie-de-Chignac,.
Boulazac Isle Manoire est exposée au risque de feu de forêt. L’arrêté préfectoral du 14 mars 2013 fixe les conditions de pratique des incinérations et de brûlage dans un objectif de réduire le risque de départs d’incendie. À ce titre, des périodes sont déterminées : interdiction totale du 15 février au 15 mai et du 15 juin au 15 octobre, utilisation réglementée du 16 mai au 14 juin et du 16 octobre au 14 février. En septembre 2020, un plan inter-départemental de protection des forêts contre les incendies (PidPFCI) a été adopté pour la période 2019-2029,.

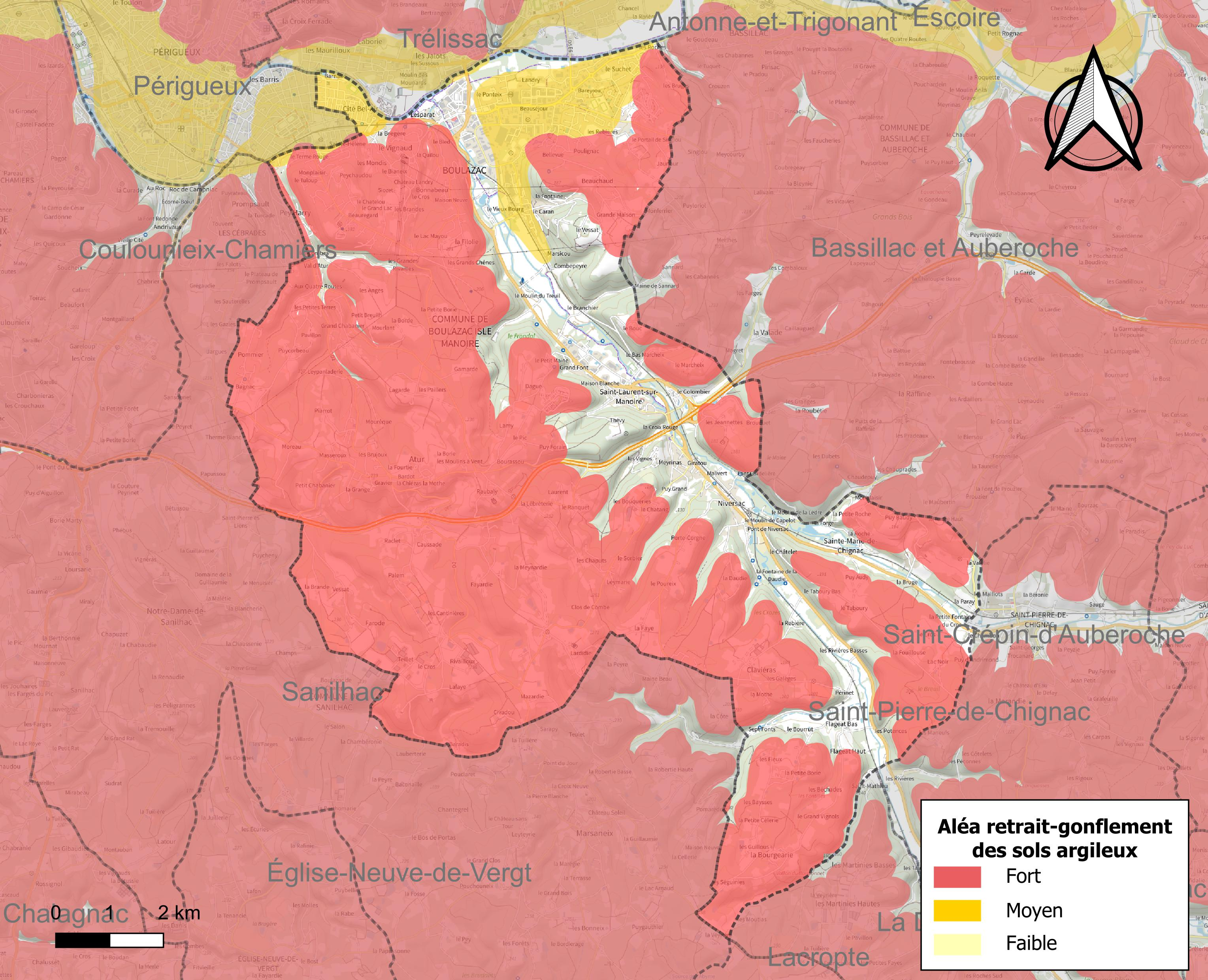
Carte des zones d'aléa retrait-gonflement des sols argileux de Boulazac Isle Manoire.

Le retrait-gonflement des sols argileux est susceptible d'engendrer des dommages importants aux bâtiments en cas d’alternance de périodes de sécheresse et de pluie. 76,4 % de la superficie communale est en aléa moyen ou fort (58,6 % au niveau départemental et 48,5 % au niveau national métropolitain). Depuis le 1er octobre 2020, en application de la loi ÉLAN, différentes contraintes s'imposent aux vendeurs, maîtres d'ouvrages ou constructeurs de biens situés dans une zone classée en aléa moyen ou fort,.
La commune a été reconnue en état de catastrophe naturelle au titre des dommages causés par les inondations et coulées de boue survenues en 1982, 1983, 1986, 1993, 1999, 2003 et 2008.

## Toponymie
La commune tire son nom de son principal centre urbain (Boulazac) et des deux cours d'eau qui l'arrosent : l'Isle et son affluent le Manoire.

## Histoire
La création de la nouvelle commune, entérinée par l'arrêté du 14 décembre 2015, est effective le 1er janvier 2016, entraînant la transformation des trois anciennes communes, Atur, Boulazac et Saint-Laurent-sur-Manoire, en communes déléguées.
L'une des premières résolutions de la nouvelle commune consiste à renommer ou nommer 82 voies qui étaient en doublon par rapport aux anciennes communes, ou n'avaient pas encore été baptisées.
Un arrêté en date du 26 septembre 2016 précise que, au 1er janvier 2017, la commune de Sainte-Marie-de-Chignac fusionne avec Boulazac-Isle-Manoire. Sainte-Marie-de-Chignac devient alors commune déléguée, tout comme les trois anciennes communes précédemment citées,.

## Politique et administration

### Rattachements administratifs et électoraux
La commune de Boulazac Isle Manoire dépend administrativement de l'arrondissement de Périgueux.
Sur le plan électoral, elle dépend du canton d'Isle-Manoire, et de la 4e circonscription législative.

### Intercommunalité
À sa création en 2016, elle est intégrée à la communauté d'agglomération Le Grand Périgueux.

### Administration municipale

#### Fonctionnement en 2016
En 2016, le conseil municipal de la nouvelle commune est constitué de l'ensemble des conseillers municipaux des anciennes communes (19 pour Atur, 29 pour Boulazac, et 15 pour Saint-Laurent-sur-Manoire, soit un total de 63). Le maire de la nouvelle commune est élu début 2016. Les maires des trois anciennes communes deviennent maires délégués.
| Nom                       | Code Insee | Intercommunalité   | Superficie (km2) | Population (dernière pop. légale) | Densité (hab./km2) |
| ------------------------- | ---------- | ------------------ | ---------------- | --------------------------------- | ------------------ |
| Boulazac (siège)          | 24053      | Le Grand Périgueux | 14,58            | 7 019 (2015)                      | 481                |
| Atur                      | 24013      | Le Grand Périgueux | 19,13            | 1 926 (2015)                      | 101                |
| Saint-Laurent-sur-Manoire | 24439      | Le Grand Périgueux | 10,44            | 978 (2015)                        | 94                 |

#### Fonctionnement à partir de 2017
À partir du 1er janvier 2017, et pendant une période courant jusqu'au prochain renouvellement des conseils municipaux (prévu en 2020), le conseil municipal de la nouvelle commune est constitué de l'ensemble des conseillers municipaux des anciennes communes (19 pour Atur, 29 pour Boulazac, 15 pour Saint-Laurent-sur-Manoire et 15 pour Sainte-Marie-de-Chignac, soit un total de 78.
| Nom                       | Code Insee | Intercommunalité   | Superficie (km2) | Population (dernière pop. légale) | Densité (hab./km2) |
| ------------------------- | ---------- | ------------------ | ---------------- | --------------------------------- | ------------------ |
| Boulazac (siège)          | 24053      | Le Grand Périgueux | 14,58            | 7 019 (2015)                      | 481                |
| Atur                      | 24013      | Le Grand Périgueux | 19,13            | 1 926 (2015)                      | 101                |
| Saint-Laurent-sur-Manoire | 24439      | Le Grand Périgueux | 10,44            | 978 (2015)                        | 94                 |
| Sainte-Marie-de-Chignac   | 24447      | Le Grand Périgueux | 11,80            | 594 (2016)                        | 50                 |

#### Fonctionnement à partir de 2020
La population de la commune étant comprise entre 10 000 et 19 999 habitants au recensement de 2017, trente-trois conseillers municipaux auraient dû être élus en 2020. Cependant, s'agissant du premier renouvellement du conseil municipal d'une commune nouvelle, le nombre de conseillers élus est celui de la strate supérieure, soit 35.

### Liste des maires
| Période      | Période      | Identité          | Étiquette | Qualité |
| ------------ | ------------ | ----------------- | --------- | --- |
| janvier 2016 | octobre 2024 | Jacques Auzou     | PCF       | Cadre du Trésor Conseiller départemental d'Isle-Manoire (2015 → ) Président de la CA Le Grand Périgueux (2014 → ) Maire de Boulazac (1988 → 2015) Réélu pour le mandat 2020-2026 Démissionnaire |
| octobre 2024 | En cours     | Fanny Castaignede | PCF       | Ancienne cheffe de cabinet Conseillère régionale de Nouvelle-Aquitaine (2021 → ) |

### Finances
Les taux d'imposition des quatre anciennes communes vont converger progressivement de façon à obtenir une harmonisation qui peut s'étaler sur douze ans :
- 11,98 % dès 2017 pour la taxe d'habitation,
- 24,76 % à terme en 2028 pour la taxe sur le foncier bâti,
- 87,62 % à terme en 2028 pour la taxe sur le foncier non bâti.

### Jumelages
- Atur est jumelée avec Yvoir en Belgique depuis 1990.
- Boulazac est jumelée avec Bibbiena depuis 1989.
- Boulazac Isle Manoire a signé en avril 2024 une charte de jumelage avec le camp de réfugiés palestiniens de Birzeït[66].

## Équipements et services publics

### Justice
Dans le domaine judiciaire, Boulazac Isle Manoire relève : 
- du tribunal judiciaire, du tribunal pour enfants, du conseil de prud'hommes et du tribunal de commerce de Périgueux ;
- du pôle Nationalité du tribunal judiciaire de Périgueux (compétent uniquement dans le domaine de la nationalité) ;
- de la cour d'appel, du tribunal administratif et de la cour administrative d'appel de Bordeaux.

## Population et société

### Démographie
L'évolution du nombre d'habitants est connue à travers les recensements de la population effectués dans la commune depuis sa création.

En 2022, la commune comptait 10 628 habitants.
| 2021   | 2022   |
| ------ | ------ |
| 10 697 | 10 628 |

### Enseignement
Selon le classement établi par l'Éducation nationale en 2022, la Chambre de commerce et d'industrie présente un taux de réussite de 92 % au bac général et technologique.

### Sports et loisirs

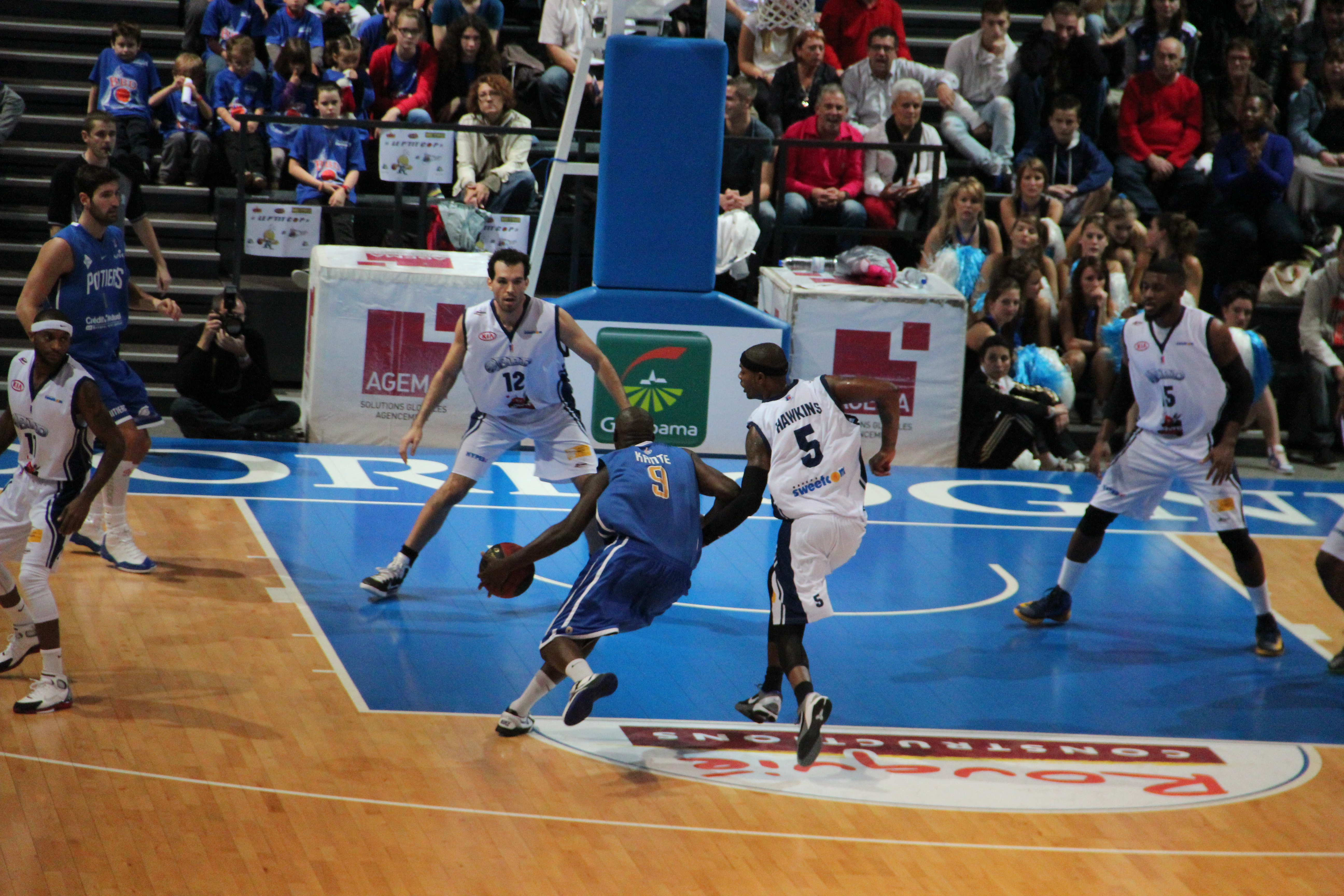
Le club de Boulazac Basket Dordogne, ci-dessus en blanc, joue ses matchs à domicile au Palio.

- En basket-ball, le Boulazac Basket Dordogne, créé en 1992, évolue entre la première et la deuxième division du championnat de France depuis les années 2010[70].
- En football, l'Étoile sportive de Boulazac[71] est engagée en Régional 1 pour la saison 2022-2023[72].
- La piscine couverte de Niversac, avec bassin de 25 mètres, a ouvert en 2023[73].
- En gymnastique, le club « Les Enfants de la Dordogne » a été créé dans les années 1870 à Périgueux ; il a emménagé à Boulazac en 1995[74]. Pour la saison 2024-2025, l'équipe masculine évolue en Nationale 1 et sera rejoint pour la saison suivante à ce niveau par l'équipe féminine — pour la première fois —[75].
- Lors d'un dimanche d'avril, la commune organise une journée « Tous au vert » permettant de s'essayer à de nombreuses pratiques ou activités sportives ou de plein air (11e édition en 2025)[76].

## Économie

### Emploi
L'emploi est analysé ci-dessous selon qu'il affecte les habitants de Boulazac Isle Manoire ou qu'il est proposé sur le territoire de la commune.

#### L'emploi des habitants
En 2018, parmi la population communale comprise entre 15 et 64 ans, les actifs représentaient 5 080 personnes, soit 47,0 % de la population municipale. Il y avait 574 chômeurs, soit un taux de chômage de cette population active de 11,3 %.

#### L'emploi sur la commune
En 2018, le dynamisme économique de la commune se remarque puisqu'elle offre 6 516 emplois pour une population de 10 725 habitants.
Répartition des emplois par domaines d'activité
|                     | Agriculture | Industrie | Construction | Commerce, transports et services | Administration publique, enseignement, santé, action sociale |
| ------------------- | ----------- | --------- | ------------ | -------------------------------- | ------------------------------------------------------------ |
| Nombre d'emplois    | 47          | 1 267     | 785          | 3 292                            | 1 125                                                        |
| Pourcentage         | 0,7 %       | 19,4 %    | 12,0 %       | 50,5 %                           | 17,3 %                                                       |
| Source des données. |             |           |              |                                  |                                                              |

Le secteur tertiaire occupe une place prépondérante au sein de l'emploi de la commune (3 292 emplois, soit la moitié du total). À l'inverse, l'agriculture, avec 47 emplois, y est minime (0,7 %).

### Établissements
Fin 2018, il y avait 441 établissements actifs employeurs, dont 294 au niveau des commerces, transports ou services, 74 dans la construction, 25 relatifs au secteur administratif, à l'enseignement, à la santé ou à l'action sociale, 41 dans l'industrie, et 7 dans l'agriculture, la sylviculture ou la pêche.

### Entreprises

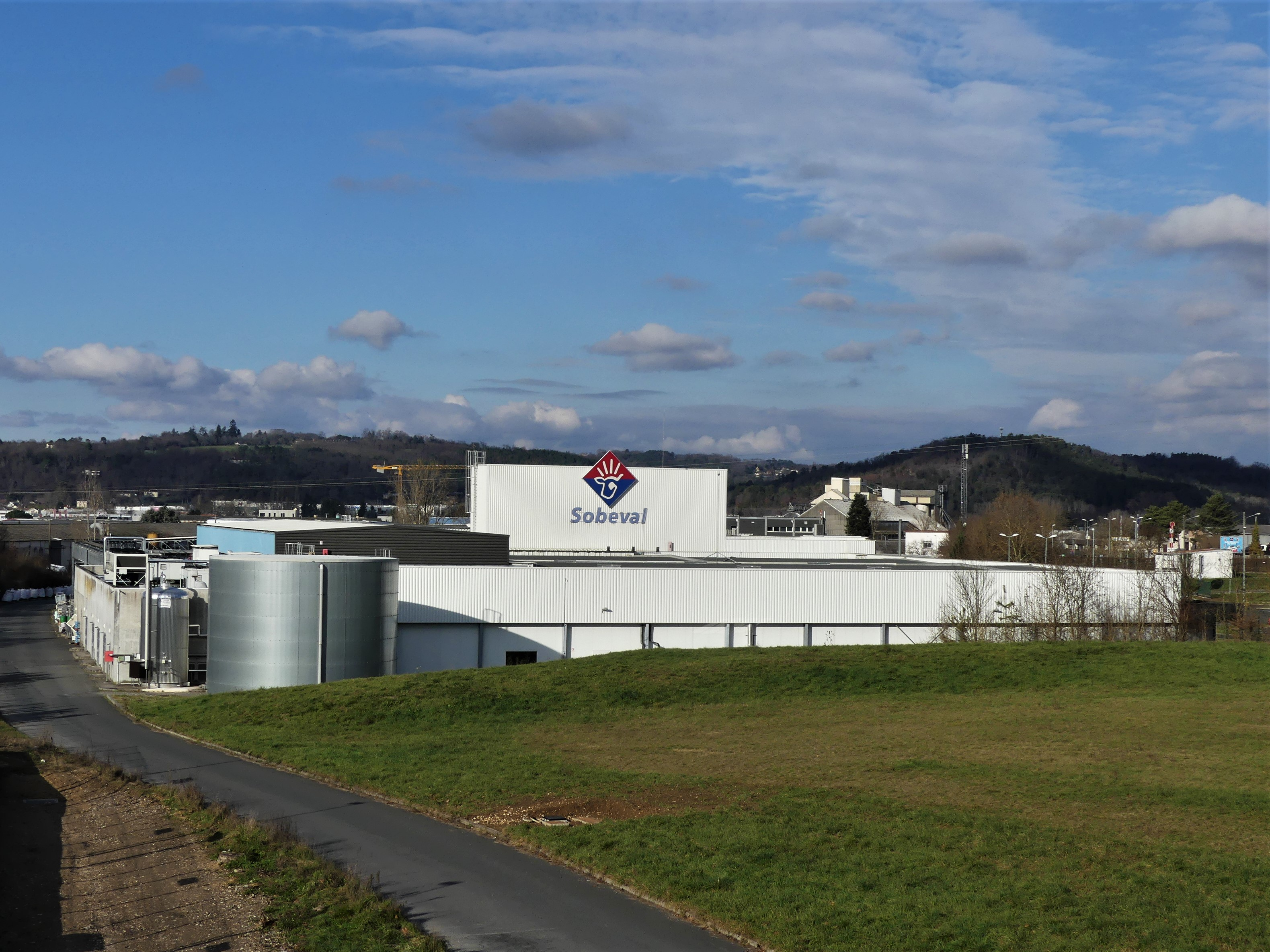
Les bâtiments de la Sobeval.

Tous secteurs confondus, parmi les entreprises dont le siège social est en Dordogne, onze situées à Boulazac Isle Manoire se classent parmi les cinquante premières quant au chiffre d'affaires hors taxes en 2015-2016 :
- Sobeval (transformation et conservation de la viande de boucherie) : première avec 173 356 k€. Cette entreprise emploie 430 personnes en 2015[82] ;
- Veau allaitement Schils-Vals (fabrication d'aliments pour animaux de ferme) : 5e avec 85 715 k€ ;
- Doumen SA transport (transports routiers) : 7e avec 63 116 k€ ;
- Delmond foies gras (transformation et conservation de la viande de volaille) : 10e avec 48 288 k€ ;
- GIE Dordogne approvisionnement (intermédiaire du commerce) : 16e avec 40 672 k€ ;
- Société industrielle de récupération des métaux (démantèlement d'épaves) : 18e avec 38 926 k€ ;
- La Périgourdine coopérative agricole (commerce de gros interentreprises de céréales, de tabac non manufacturé, de semences et d'aliments pour le bétail) : 20e avec 36 045 k€ ;
- Agema (agencement de lieux de vente) : 27e avec 32 806 k€ ;
- Schils France (commerce de gros d'animaux vivants) : 45e avec 24 265 k€ ;
- Sanders Périgord (fabrication d'aliments pour animaux de ferme) : 46e avec 24 056 k€ ;
- Magot Cavard SAS (commerce de voitures) : 50e avec 21 916 k€.

Avec onze entreprises parmi les cinquante premières de Dordogne, Boulazac Isle Manoire est la commune la mieux représentée dans ce classement.
Parmi les cinquante premières entreprises de chaque secteur économique dans le département, classées selon le chiffre d'affaires hors taxes en 2015-2016, on trouve implantées à Boulazac Isle Manoire :
- dans l'industrie, trois entreprises[83],
  - Société industrielle de récupération des métaux, classée 5e ;
  - Production logistique service (fabrication de cartes électroniques assemblées), 16e avec 20 038 k€ ;
  - Inovelec industrie (fabrication de cartes électroniques assemblées), 46e avec 4 794 k€ ;
- dans le commerce, sept entreprises[84],
  - Veau allaitement Schils-Vals, classée 3e ;
  - GIE Dordogne approvisionnement, 8e ;
  - La Périgourdine coopérative agricole, 10e ;
  - Schils France, 22e ;
  - Magot Cavard SAS, 27e ;
  - SA Terres du Périgord (commerce de gros interentreprises de céréales, de tabac non manufacturé, de semences et d'aliments pour le bétail), 31e avec 20 020 k€ ;
  - Comptoir de produits agricoles (commerce de gros interentreprises de céréales, de tabac non manufacturé, de semences et d'aliments pour le bétail), 38e avec 17 287 k€ ;
- dans les services, trois entreprises[85],
  - Doumen SA transport, classée première ;
  - Groupe la Brégère (activités comptables), 23e avec 5 069 k€ ;
  - Agema services (activités de soutien aux entreprises), 47e avec 2 831 k€ ;
- dans l'agroalimentaire, quatre entreprises[86],
  - Sobeval, classée première ;
  - Delmond foies gras, 2e ;
  - Sanders Périgord, 5e ;
  - Société périgourdine de salaisons (préparation industrielle de produits à base de viande), 21e avec 5 653 k€ ;
- dans le BTP, neuf entreprises[87],
  - Agema, classée première ;
  - Entreprise régionale canalisations travaux publics (travaux de terrassement courants et travaux préparatoires), 5e avec 10 814 k€ ;
  - Établissements Valiani & Fils (travaux de plâtrerie), 20e avec 4 908 k€ ;
  - Périgord génie civil (construction de réseaux électriques et de télécommunications), 22e avec 4 474 k€ ;
  - Société nouvelle périgourdine travaux publics (travaux de terrassement courants et travaux préparatoires), 26e avec 4 119 k€ ;
  - Société de couverture étanchéité périgourdine (travaux d'étanchéification), 39e avec 2 964 k€ ;
  - Telelec datacom (construction de réseaux électriques et de télécommunications), 41e avec 2 882 k€ ;
  - Erelec (travaux d'installation électrique), 43e avec 2 734 k€ ;
  - Riou (menuiserie métallique et serrurerie), 49e avec 2 421 k€.

Tous secteurs confondus, cinq entreprises de Boulazac Isle Manoire figurent parmi les cinquante premières de la Dordogne, quant au chiffre d'affaires à l'exportation,
- Société industrielle de récupération des métaux, 3e avec 22 176 k€ ;
- Sobeval, 11e avec 10 986 k€ ;
- Doumen SA transport, 12e avec 10 727 k€ ;
- Avi services S.O. (commerce de gros interentreprises de volailles et gibier), 36e avec 1 246 k€ ;
- Production logistique service, 45e avec 954 k€.

D'autres entreprises importantes ayant leur siège social ailleurs qu'à Boulazac Isle Manoire sont également implantées sur le territoire communal, comme Hyper U, Darty ou l'entreprise d'électricité ETDE. La société Cofidur, implantée sur quatre sites français, emploie 200 personnes à Boulazac et fabrique des équipements électroniques de très haute précision pour le secteur aéronautique, dont notamment les avions Rafale et les Airbus A350.
Phil@poste Boulazac (anciennement Imprimerie des timbres-poste et des valeurs fiduciaires) est installée à Boulazac depuis 1970 et emploie 420 salariés en 2015. Elle imprime des timbres pour les administrations postales françaises et étrangères.
À Atur, le camping du Grand Dague, repris en 2009 par « Iris Park », une filiale de Vacansoleil, est en travaux en 2016-2017 pour faire passer sa capacité d'accueil de 254 à 550 places. Pour sa réouverture prévue au printemps 2017, il deviendra ainsi le camping ayant la plus forte capacité d'accueil du département.
Un abattoir pour le traitement des canards gras a été ouvert en novembre 2008 sur Saint-Laurent-sur-Manoire à proximité immédiate de l'échangeur autoroutier. En 2013, le site emploie 150 personnes en permanence auxquelles s'ajoutent une cinquantaine de saisonniers. Avec environ 1 000 tonnes de foie gras par an, c'est le site le plus important pour cette production relative à l'IGP « Canard à foie gras du Périgord ».
L'entreprise Rubi France créée en 1970 à Boulazac, devenue Rubi Freydberg Biais dans les années 1990 à Marsac-sur-l'Isle est revenue à Boulazac en 2012 sous le nom de Rubi Cuir ; elle réalise des pièces et accessoires en cuir pour les entreprises du luxe ; en 2020, elle comptait 140 salariés et a réalisé en 2023 un chiffre d'affaires de trente millions d'euros.

### Tourisme
À compter du 9 novembre 2018 et pour une durée de cinq ans, Boulazac Isle Manoire est déclarée commune touristique.

## Culture locale et patrimoine

### Lieux et monuments
- Le château du Lieu-Dieu, à Boulazac, avec douves et pigeonnier, datant des XIVe, XVe et XIXe siècles, est inscrit au titre des monuments historiques depuis 1959[97].
- Château Tuloup[98], situé 51 route d'Atur.
- L'Église Notre-Dame-de-l'Assomption d'Atur, romane des XIIe et XIIIe siècles, à l'origine fortifiée, avec un clocher du XIVe siècle, est inscrite au titre des monuments historiques en 1947[99].
- L'église Saint-Laurent de Saint-Laurent-sur-Manoire avec chœur roman du XIIe siècle et nef gothique des XVIe et XVIIe siècles, est inscrite depuis 1986 au titre des monuments historiques[100].
- L'église Notre-Dame-de-l'Assomption de Sainte-Marie-de-Chignac, romane du XIIe siècle, modifiée aux XIVe et XVIe siècles, est inscrite au titre des monuments historiques en 1926[101] puis entièrement classée en 2003[102].
- La lanterne des morts d'Atur date du XIIe siècle. Elle est classée depuis 1932 au titre des monuments historiques[103].
- Le Palio, salle omnisports d'une capacité de 5 200 places en configuration de basket-ball et de 1 000 à 6 500 places en configuration spectacles.

### Personnalités liées à la commune
Il convient de se reporter aux articles consacrés aux anciennes communes fusionnées.